# Стретенский сельсовет
Стретенский сельсовет — сельское поселение в Нижнеингашском районе Красноярского края.
Административный центр — село Стретенка.

## История
Статус и границы сельского поселения установлены Законом Красноярского края от 3 декабря 2004 года № 12-2637 «Об установлении границ и наделении соответствующим статусом муниципального образования Нижнеингашский район и находящихся в его границах иных муниципальных образований»

## Население
| 2010 | 2012 | 2013 | 2014 | 2015 | 2016 | 2017 |
| ---- | ---- | ---- | ---- | ---- | ---- | ---- |
| 675  | ↘659 | ↘632 | ↘601 | ↘583 | ↘572 | ↘556 |

## Состав сельского поселения
В состав сельского поселения входят 6 населённых пунктов:
| № | Населённый пункт | Тип населённого пункта       | Население |
| - | ---------------- | ---------------------------- | --------- |
| 1 | Байкалово        | деревня                      | 47        |
| 2 | Воздвиженка      | деревня                      | 24        |
| 3 | Ильинка          | деревня                      | 3         |
| 4 | Новорождественка | деревня                      | 126       |
| 5 | Поскотино        | деревня                      | 85        |
| 6 | Стретенка        | село, административный центр | 390       |

В 2021 году была упразднена деревня Нововоздвиженка.

## Местное самоуправление
Стретенский сельский Совет депутатов
Дата избрания: 14.03.2010. Срок полномочий: 5 лет. Количество депутатов: 7
Глава муниципального образования
- Жиганов Евгений Вячеславович. Дата избрания: 14.03.2010. Срок полномочий: 5 лет